# Blur (jogo eletrônico)
Blur (estilizado como blur) é um jogo lançado em maio de 2010 para Microsoft Windows, PlayStation 3 e Xbox 360. Foi desenvolvido pela Bizarre Creations e publicado pela Activision na América do Norte e Europa. O jogo apresenta um estilo de corrida que incorpora carros e locais do mundo real com manuseio no estilo arcade e combate entre veículos. Blur foi o penúltimo jogo desenvolvido pela Bizarre Creations antes de ser fechado pela Activision em 18 fevereiro de 2011.

## Jogabilidade
No modo carreira de Blur o jogador vai encontrar inúmeros personagens e muitos carros licenciados que vão desde Dodge Vipers e Lotus Exiges a Ford Transit e vans equipadas com motores F1, todos com modelagem de danos completas e características distintas, tais como aceleração, velocidade, tração, aderência e estabilidade. Alguns modelos especiais de carros foram projetados pela própria Bizarre Creations.
Embora simplificadas, as pistas são baseadas em ambientes do mundo real, como os canais do rio Los Angeles e várias partes de Londres.
Dependendo do(s) personagem(s) a qual o jogador corre contra ou em equipe, estes terão seus próprios estilos de corrida, configurações de inicialização, tipos de partidas, localidades e carros. À medida que o jogador chega ao pódio em corridas, realiza acrobacias e usa itens de habilidade de certas maneiras, ele ganha "pontos de fã". Esses pontos ajudam o jogador a progredir na carreira, comprar mais carros e peças e conquistar mais fãs para a base de usuários. Além disso, durante a carreira, os jogadores encontrarão ícones de fãs nas pistas. Dirigir por eles desencadeará desafios curtos (por exemplo, atirar em outro carro com uma determinada arma ou executar uma sequência de drift), o que recompensará o jogador com um aumento de pontos de fãs.
Durante o modo carreira, cada desafio apresenta um chefe final, que, uma vez derrotado, dará acesso a seus mods específicos (mods sendo atualizações que fornecem funcionalidade aprimorada a itens de habilidade padrão, por exemplo, Escudo de titânio do personagem Khan) e carros personalizados. No desafio do chefe final, todos os chefes se reúnem para uma corrida final.
Um vídeo de propaganda e um vídeo de dicas para o jogo no Xbox Live mencionaram um recurso que nunca chegou ao jogo final. O recurso, chamado "toque duplo", tinha o objetivo de permitir que um jogador combinasse vários upgrades do mesmo tipo para um efeito mais poderoso, tocando duas vezes no botão especial de uso de energia. O vídeo foi removido próximo ao lançamento do jogo e pouca ou nenhuma menção ao recurso parece ter sido feita novamente. O recurso "toque duplo" não estava presente na demonstração gratuita de múltiplos jogadores oferecido no Xbox Live.

### Modos de múltiplos jogadores
O jogo pode ser jogado com até quatro jogadores em tela dividida ou jogado com no máximo vinte jogadores simultâneos pela Internet ou LAN nas versões Microsoft Windows, Xbox 360 e PlayStation 3.
Em um jogo personalizado, as opções podem ser definidas antes de cada partida que determinam a posição dos itens de habilidade ao longo da pista, classes de carros, número de voltas e a pista a ser corrida. Um tipo de partida chamado "World Tour" é essencialmente uma opção de jogo rápido para jogadores que desejam entrar em uma partida. Aqui, cada jogador recebe um carro aleatório e é jogado em uma série aleatória de pistas com um conjunto de regras padrão.
O modo de múltiplos jogadores também oferece o modo de corrida em times. Duas equipes, uma chamada de Alpha e a outra de Omega, podem se enfrentar publicamente ou em privado. Durante as corridas, cada jogador acumula pontos pela posição final. Enquanto estiver competindo em equipe, as habilidades especiais não afetarão os membros da equipe do jogador, com exceção do Shock (um item de habilidade que permite ao jogador dar um choque elétrico no oponente).
Os jogadores podem enviar um desafio de corrida para um amigo online. Se o segundo jogador vencer o tempo, ele poderá enviar o desafio atualizado de volta. Esses desafios vão e voltam até que uma pessoa conceda.
Os jogadores também podem compartilhar e postar suas conquistas no Twitter e no Facebook.

## Recepção

### Vendas
Nos EUA, Blur vendeu 31.000 cópias nos primeiros cinco dias de lançamento, de acordo com o NPD, uma companhia norte-americana de pesquisas de mercado.

## Sequências
Apesar das vendas decepcionantes, Nick Davies, da Bizarre Creations, havia anunciado em julho de 2010 que o estúdio pretendia criar mais jogos da série e queria torná-la a maior franquia de corrida. Ele atribuiu o desempenho de vendas do Blur ao fato de que o jogo foi lançado em "um período muito ocupado para jogos de corrida" e que "saiu ao mesmo tempo que ModNation Racers e Split/Second ". No entanto, ele acreditava "que o forte componente multijogador daria ao jogo o poder de permanecer" e "será um processo lento".

Em 18 de fevereiro de 2011, a Activision anunciou que estava fechando a Bizarre Creations, declarando: 
 Nos últimos três anos desde a nossa compra da Bizarre Creations, os fundamentos do gênero de corrida mudaram significativamente. Embora tenhamos feito um investimento substancial na criação de uma nova Propriedade Intelectual, o Blur, ele não encontrou um público comercial. Bizarre é uma equipe muito talentosa de desenvolvedores, no entanto, devido aos fatores econômicos mais amplos que afetam o mercado, estamos explorando nossas opções em relação ao futuro do estúdio, incluindo uma possível venda do negócio. 
Vídeos de trabalho em andamento da sequência foram liberados após o fechamento da desenvolvedora, um deles mostra uma corrida na pista de Brighton com uma tempestade acontecendo e o outro mostra um Audi R8 correndo em um circuito situado em Dubai, apresentando uma mecânica de correr temporariamente na lateral de um edifício curvo.
Em 25 de outubro de 2013, um jogo gratuito para dispositivos móveis chamado de Blur Overdrive foi lançado para Android, desenvolvido pela Nottingham e distribuído pela Marmalade que licenciou a marca Blur da Activision. Uma versão para iOS foi lançada em 1 de novembro de 2013. Blur: Overdrive usa uma perspectiva de cima para baixo e apresenta oito itens de habilidade diferentes e seis carros, que podem ser atualizados individualmente em dez etapas. Os controles da tela sensível ao toque permitem escolher entre um volante flutuante, uma barra deslizante ou um teclado virtual. Mods de jogador e itens de habilidade não estão conectados ao sistema de atualização do carro e mudam a forma como os itens de habilidade influenciam o combate.